# سبنسر وليامز
سبنسر وليامز (بالإنجليزية: Spencer Williams)‏ هو مخرج وممثل أمريكي، ولد في 14 يوليو 1893 بفيداليا في الولايات المتحدة، وتوفي في 13 ديسمبر 1969 بلوس أنجلوس في الولايات المتحدة.

## وصلات خارجية
- سبنسر وليامز على موقع IMDb (الإنجليزية)
- سبنسر وليامز على موقع تيرنر كلاسيك موفيز (الإنجليزية)
- سبنسر وليامز على موقع أول موفي (الإنجليزية)
- سبنسر وليامز على موقع قاعدة بيانات الفيلم (الإنجليزية)
- سبنسر وليامز على موقع كينوبويسك (الروسية)